# Усманов, Алишер Бурханович
Алише́р Бурха́нович Усма́нов (узб. Alisher Burxonovich Usmonov; род. 9 сентября 1953, Чуст, Наманганская область[…]) — российский миллиардер, предприниматель и основатель USM Holdings. Занимается благотворительностью.
Один из богатейших бизнесменов России (согласно российскому Forbes); в 2023 году Forbes оценивал состояние Усманова в $14,4 млрд . В прошлом — один из богатейших жителей Великобритании (согласно рейтингу The Sunday Times).
Президент Международной федерации фехтования с 2008 года .
В 2022 году, после вторжения России на Украину, Евросоюз, США, Канада, Великобритания и ряд других стран ввели против Усманова персональные санкции.

## Ранние годы
Родился 9 сентября 1953 года в городе Чуст Наманганской области Узбекской ССР. Самый старший среди четверых детей в семье. Отец Алишера Усманова — Бурхан Усманов — в 1980-е был прокурором города Ташкент.
В детстве, после прочтения «Трёх мушкетёров», увлёкся шпагами и мушкетёрскими поединками и занялся фехтованием. Уже через два года тренировок в секции он вошёл в юношескую сборную республики по фехтованию, а через некоторое время стал мастером спорта и входил уже в сборную команду СССР. В это время впервые встретил свою будущую жену Ирину Винер, которая занималась художественной гимнастикой в том же Дворце спорта.
В 1971 году поступил, а в 1976 году окончил МГИМО по специальности «международное право». Его сокурсником был Сергей Ястржембский. Работал научным сотрудником Академии наук СССР, старшим референтом ЦК ЛКСМ Узбекистана, генеральным директором Внешнеэкономической ассоциации Советского комитета защиты мира.
В августе 1980 года 26-летний Усманов вместе со своими приятелями Бахадыром Насымовым, оперуполномоченным особого отдела КГБ, сыном заместителя председателя КГБ Узбекской ССР Мухаммед-Амина Насымова, и Ильхамом Шайковым, сыном министра сельского хозяйства, был осуждён на 8 лет лишения свободы по обвинению в соучастии в получении взятки при отягчающих обстоятельствах, мошенничестве, совершённом группой лиц, групповом хищении социалистической собственности. В 1986 году Усманов был условно-досрочно освобождён из колонии «ввиду искреннего раскаяния» и «за примерное поведение».  Официально Усманов был реабилитирован в 2000 году Верховным судом Узбекистана, признавшим дело сфабрикованным. По словам Усманова, которые цитируют ТАСС и Forbes, «он вместе с друзьями стал жертвой внутреннего конфликта в руководстве Узбекской ССР», при этом основной удар был направлен против высокопоставленных родителей «золотой узбекской молодёжи», а не против самих молодых людей.
В 1997 году Усманов окончил Финансовую академию при Правительстве РФ по специальности «Банковское дело». В его биографии на сайте Эндаумент МГИМО упоминалось, что Усманов имеет степень кандидата социологических наук. В РГБ, по данным Forbes, текст диссертации отсутствует.

## Карьера
Вернувшись к деятельности, Усманов зарабатывал на жизнь переводами с арабского языка и затем поступил на работу патентоведом в лаборатории Института физики АН СССР в Андижане. С помощью связей, приобретённых во время учёбы в МГИМО, вернулся в Москву, где стал работать во Внешнеэкономической ассоциации Советского комитета защиты мира.
В 1987 году в подмосковном городе Раменское Усманов учредил кооператив «Агропласт», который занимался производством полиэтиленовых пакетов на базе Раменского завода пластмасс в Московской области, а также до 1993 года поставками табака. В 2003 году в интервью газете «Ведомости» Усманов утверждал, что перестал заниматься продажей табака «из идеологических соображений», поскольку решил, что не станет больше продавать товар, который «несёт угрозу для здоровья людей». В свою очередь, в 2012 году русская версия журнала Forbes полагала, что причиной такого отказа послужило банкротство компании, вызванное девальвацией рубля. В начале 1990-х годов Усманов впервые вышел на рынок телекоммуникаций: был вице-президентом, затем президентом компании «Интеркросс» — производителя телекоммуникационного оборудования.
Как о значимом предпринимателе и финансисте заговорили об Усманове, когда он стал членом совета директоров «Первого русского независимого банка». В 1993 году этот банк выступил соучредителем МАПО-банка.
В 1994—1998 годах Усманов во главе межбанковской инвестиционно-финансовой компании «Интерфин» осуществлял взыскание долгов за газ. В конце 1990-х годов Усманов познакомился с Ремом Вяхиревым; объединив усилия и финансы, «Газпром» и «Интерфин» приобрели контрольные пакеты Оскольского электрометаллургического комбината (ОЭМК) и Лебединского горно-обогатительного комбината, консолидировав их в «Газметалл».
В 2002 году «Интерфин» выкупил долю «Газпрома» в этой компании и стал единственным контролирующим акционером.
В 2005 году Усманов совместно с Василием Анисимовым приобрёл у Бидзины Иванишвили Михайловский ГОК.
В 2006 году все вышеупомянутые активы были консолидированы в «Металлоинвест», совладельцами его вместе с Усмановым стали Анисимов и Владимир Скоч (которому в 1999 году были переданы акции после того, как его сын Андрей Скоч стал депутатом Госдумы).
В 2020 году входящая в холдинг USM Байкальская горная компания (переименована в Удоканскую медь) начала разработку крупнейшего в России Удоканского медного месторождения.
В 2021 году USM и Металлоинвест объявили о начале строительства в Курской области завода горячебрикетированного железа. Заявлено, что работа предприятия будет построена на принципах безуглеродной металлургии с перспективой полного перехода на использование зелёного водорода. Стоимость проекта составит 40 млрд рублей.
В 2003 году Усманов на минимальных уровнях 4,5 пенса за акцию приобрёл сначала небольшой пакет акций англо-нидерландской сталелитейной компании Corus, третьего по величине производителя стали в мире. Поскольку компания в тот момент находилась в кризисе, банки отказали Усманову в кредите на покупку крупного пакета акций и ему пришлось взять взаймы у друзей. Приобретя на низких уровнях 13,4 % акций компании Corus за $319 млн собственных и заёмных средств, в 2004 году Усманов продал акции, заработал для себя и партнёров $614 млн. После успешной сделки Анисимов стал партнёром Усманова и в последующем проекте. В середине 2000-х годов Усманову принадлежали максимальные для него 2,6 % акций «Газпрома» и 1 % «Сбербанка».
С 2006 года Усманов член бюро правления Российского союза промышленников и предпринимателей. 23 января 2023 года Усманов объявил о «выходе на пенсию» и направил главе РСПП заявление с просьбой освободить его от членства в бюро.
В августе 2006 года Усманов как частное лицо приобрёл у партнёра Бориса Березовского и Бадри Патаркацишвили 100 % акций издательского дома «Коммерсантъ».
25 января 2023 года Российский союз промышленников и предпринимателей рассмотрел заявление Усманова[уточнить].

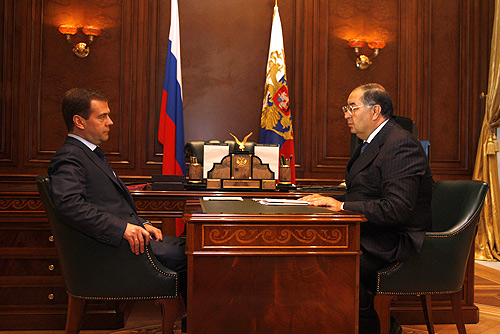
С Дмитрием Медведевым, 2008 год

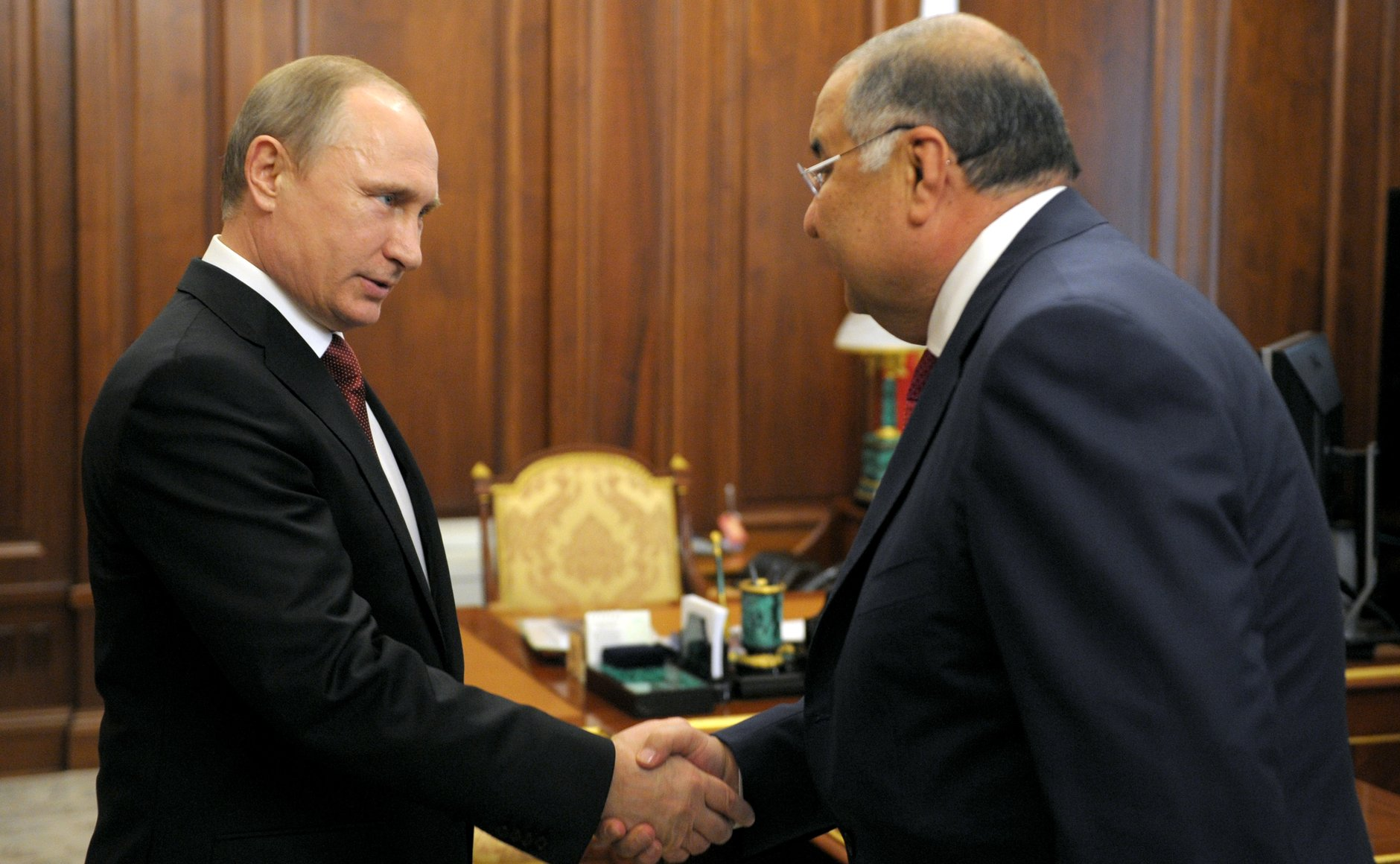
С Владимиром Путиным, 2015 год

## Цифровые и мультимедийные проекты
В конце 2006 года стало известно, что Усманов ведёт переговоры о покупке 50% акций российского спортивного телеканала 7ТВ. Затем канал вошёл в мультимедийный холдинг, основой которого стал «Коммерсантъ». В 2007 году 75% акций канала Муз-ТВ также перешли в собственность Усманова.
В 2008 году Усманов познакомился с одним из крупнейших мировых инвесторов Юрием Мильнером и сделал вложения в его инвестиционный фонд DST Global. Осенью 2008 года, когда начался Мировой финансовый кризис, цены на сталь и руду упали вдвое, «Металлоинвест» работал на четверть от докризисных объёмов, что вызвало у него финансовые проблемы, вследствие чего компании пришлось продать ряд активов и произвести крупные выплаты кредиторам. В этот сложный момент Усманов убедил своих партнёров Мильнера, Мошири и Анисимова вложить $1 млрд в покупку почти 10% акций бурно развивающейся интернет-компании Facebook, у которой на тот момент было уже 300 млн пользователей. Инвестиции в интернет разрушили отношения Усманова и Анисимова. Все последующие годы Усманов активно вкладывался в цифровые проекты, полагая, что будущее за интернетом и цифровой экономикой, а традиционные медиа стал называть «историей СМИ». Инвесторов и бизнесменов Мильнера, Вяхирева, Ивана Стрешинского, Джека Ма Усманов отнёс к числу четырёх «гениев», которых он встретил в своей жизни.
В мае 2008 года Усманов купил долю в российском операторе сотовой связи «МегаФон» у датского юриста Джеффри Гальмонда, по окончании сделки Усманов получил контроль над 31,1% акций оператора мобильной связи. Ориентировочная сумма сделки составляла не менее $5 млрд. 24 апреля 2012 года изменилась структура акционеров компании «МегаФон», в результате чего «АФ Телеком» Усманова получил контрольный пакет (50 % и одну акцию). 2 октября 2013 года «МегаФон» объявил о закрытии сделки по приобретению 100 % ООО «Скартел» (Yota) у Garsdale Services Investment Limited.
В ноябре 2010 года Фонд Digital Sky Technologies, совладельцем которого являлся Усманов, получил полный контроль над интернет-порталом Mail.ru, мессенджером ICQ и социальной сетью «Одноклассники». Затем все российские активы были консолидированы компанией Mail.ru Group. В 2012 году основана диверсифицированная международная компания USM Holdings, которая объединила холдинг «Металлоинвест», операторов связи «МегаФон» и «Скартел», лидера интернет-рынка в русскоязычном сегменте Mail.ru Group, телеканалы Disney Russia, «МУЗ-ТВ» и «Ю». Доли в холдинге распределились следующим образом: Усманов (60 %), структуры Владимира Скоча (30 %) и иранского бизнесмена Фархада Мошири (10 %).
В 2009 году вместе с Иваном Тавриным и фондом прямых инвестиций «Эльбрус капитал» Усманов на базе имеющихся телерадиочастот создал «ЮТВ холдинг». В новый холдинг Усманов в качестве доли внёс компанию 7ТВ, на частоте телеканала в 2011 году был запущен Disney, и «Муз-ТВ», а Таврин — компанию «Медиа-1», куда входило более 30 региональных телестанций. В 2015 году «ЮТВ холдинг» выкупил 75 % акций «СТС Медиа». В декабре 2017 года холдинг USM полностью вышел из телевизионного бизнеса как из непрофильного актива и продал Таврину свои 58,29 % акций ЮТВ.
В 2013 году Усманов владел акциями Apple на сумму в $100 млн. Продав их, он приобрёл акции китайских технологических компаний, в частности интернет-ретейлеров Alibaba Group.
В 2016 году холдинг Усманова вышел на рынок доставки еды в России. Mail.ru Group выкупила у немецкой компании Rocket Internet 100 % акций Delivery Club, освоившего, прежде всего, рынок Москвы и Санкт-Петербурга; в 2017 году было выкуплено 100% сервиса ZakaZaka, популярного в региональных городах России.
По состоянию на начало 2020 года, акции в основном активе Усманова USM Holdings распределены таким образом: Усманов — 49 % акций, Владимир Скоч — 30%, Мошири — 8%, генеральный директор USM Management Стрешинский — 3%, ещё 10% из первоначальной доли Усманова зарезервированы для топ-менеджеров холдинга. Размышляя в интервью Financial Times о возможном распределении наследства, Усманов предварительно выделил 50% семье, остальные 50% топ-менеджерам USM Holdings.
В декабре 2021 года группа USM Усманова вышла из капитала VK (так стала называться с 2021 года бывшая Mail.ru Group) и прекратила партнёрство со «Сбером» в их совместном предприятии.
До 2022 года компания USM частично владела компанией «Цитадель», поставлявшей российским спецслужбам технологии для мониторинга и слежки в телекоммуникациях. Среди дочерних компаний «Цитадели» — «МФИ Софт», которая разработала инструмент NetBeholder. Программа может определять, кто с кем, когда и где разговаривает в мессенджерах, а также приложен ли к сообщению файл. The New York Times процитировала пресс-службу Усманова, которая заявила, что владевший «Цитаделью» холдинг USM продал её, поскольку технологии наблюдения никогда не входили в сферу интересов компании.

## Занимаемые должности
- В 1990—1994 годах — первый заместитель гендиректора ЗАО «Интеркросс»[8].
- В 1993 году «Первый русский независимый банк», в котором Усманов входил в состав совета директоров, выступил в качестве соучредителя МАПО-банка[8].
- В 1994—1995 годах — советник генерального директора Московского авиационного производственного объединения (МАПО).
- В 1995—1997 годах — первый заместитель председателя правления МАПО-банка[8].
- В 1994—1998 годах — генеральный директор Межбанковской инвестиционно-финансовой компании «Интерфин» (ЗАО «МИФК „Интерфин“»).
- В 1997 по 2001 годы — член совета директоров ОАО «Архангельскгеолдобыча» (АГД).
- С ноября 1998 года по февраль 2000 года — первый заместитель гендиректора ООО «Газпроминвестхолдинг»[8].
- С ноября 2000 года по июль 2001 года исполнял обязанности советника председателя правления ОАО «Газпром».
- С февраля 2000 года по октябрь 2014 года[46] — генеральный директор ООО «Газпроминвестхолдинг» (дочерняя компания «Газпрома», занимается возвращением его дебиторской задолженности). На этом посту Усманову удалось вернуть под контроль «Газпрома» 100 % акций «Севернефтегазпрома», владеющего крупнейшим Южно-Русским месторождением (в рамках договоренности с компанией"ЮКОС" и международной группы компаний «Итера» об обмене активами), контрольные пакеты акций «Запсибгазпрома» и «Сибура», а также более 50 % акций «Стройтрансгаза»[8][47].

## Спортивная деятельность
В конце августа 2007 стало известно, что компания Red and White Holding, 50% которой принадлежит Усманову, приобрела 14,58% акций компании Arsenal Holdings, являющейся владельцем (100 %) лондонского футбольного клуба «Арсенал», за 75 млн фунтов стерлингов. К сентябрю 2007 года Усманов довёл свою долю в футбольном клубе до 23 % акций. Между ним и американским спортивным магнатом Стэном Кронке была своего рода конкуренция в деле наращивания своих долей в лондонском клубе. Конечной целью обоих предпринимателей являлось мажоритарное владение «Арсеналом». В августе 2018 года компания Red and White Securities продала все 30,05 % акций «Арсенала» основному акционеру лондонского клуба — американскому предпринимателю Стэну Кронке. Сумма сделки — 550 млн фунтов стерлингов.
С 28 апреля 2009 года по 23 марта 2023 года в качестве члена входил в состав Совета при Президенте Российской Федерации по развитию физической культуры и спорта.
Усманов член попечительского совета Фонда поддержки Олимпийцев России.
В середине октября 2015 года было объявлено, что USM Holdings Усманова совместно с «ЮТВ Холдингом» инвестируют $100 млн в киберспортивную организацию Virtus Pro.
В феврале 2015 года Усманов помог Российскому футбольному союзу, предоставлением кредита в размере около 400 млн рублей, когда задолженность организации перед главным тренером сборной России по футболу Фабио Капелло и всем тренерским штабом составляла восемь месяцев. Зарплата Капелло не выплачивалась с июня 2014 года. Задолженность РФС перед ним составляла, по разным данным, от 350 млн до 600 млн рублей. Второй раз в июне 2015 года Усманов предоставил организации средства на выплату долгов по зарплате Капелло размером в 300 млн руб. Усманов уже выделял РФС 300 млн рублей в преддверии ЧМ-2014 на безвозмездной основе, «в рамках благотворительной деятельности».
В июне 2019 года пожертвовал тульскому футбольному клубу «Арсенал» 600 млн рублей на подготовку к квалификации Лиги Европы.
В 2017—2019 годах был инвестором Дворца гимнастики Ирины Винер-Усмановой в Олимпийском комплексе «Лужники», который победил в международном конкурсе MIPIM Awards.
В декабре 2019 года в письме президентам Всемирного антидопингового агентства Крейгу Риди и Международного Олимпийского комитета Томасу Баху Усманов поддержал «самые серьёзные санкции» в отношении нарушителей антидопинговых правил; вместе с этим он назвал несправедливым отстранение спортсменов России от участия в международных соревнованиях и осудил как дискриминацию запрет на выступление под российским флагом. Тем не менее, 9 декабря 2019 года исполком WADA принял такие решения.
В январе 2020 года стало известно, что компания Усманова USM Holdings достигла соглашения с английским футбольным клубом «Эвертон» о приобретении за 35 млн евро прав на название возводимого нового стадиона команды в Ливерпуле на 52 тысяч зрителей с расчётным сроком ввода объекта в строй в 2023 году.
3 августа 2020 года новым генеральным спонсором футбольной команды ЦСКА стала многопрофильная ИТ-группа «ИКС Холдинг», со стоимостью контракта 1 млрд рублей.

### Международная федерация фехтования
С 6 декабря 2008 года — президент Международной федерации фехтования, главным спонсором которой Усманов являлся до 2022 года.
По итогам голосования обогнал действующего президента FIE француза Рене Рока с преимуществом в пять голосов. 8 декабря 2012 года Усманов переизбран на пост президента Международной федерации фехтования, в ноябре 2016 года вновь переизбран, в ноябре 2021 года переизбран на четвёртый срок. 1 марта 2022 года Усманов, по сообщению пресс-службы федерации, временно приостановил свои полномочия президента FIE из-за санкций Евросоюза против него. Спонсировал Фонд поддержки ветеранов фехтования.
В июне 2021 года главный тренер российской сборной по фехтованию Ильгар Мамедов заявил, что при поддержке Усманова стартовала программа по строительству 10 новых центров фехтования в регионах России.
В ноябре 2024 года Усманова на конгрессе в Ташкенте избрали на 4 года президентом Международной федерации фехтования. За него проголосовали 120 из 156 национальных федераций. В декабре стало известно, что Алишер Усманов добровольно приостановил деятельность на посту президента Международной федерации фехтования.

## Культурная деятельность
17 сентября 2007 года Усманов за день до начала торгов на аукционе «Сотбис» за $111,75 млн приобрёл выставленную на продажу коллекцию искусства Мстислава Ростроповича и Галины Вишневской, состоящую из 450 лотов. По предварительной оценке, стоимость коллекции составляла $26–40 млн. После покупки Усманов безвозмездно передал коллекцию российскому государству, после чего она экспонируется в Константиновском дворце в Санкт-Петербурге. Тогда же, в сентябре 2007 года Усманов выкупил у компании Олега Видова «Films by Jove, Inc.» исключительные права на коллекцию советских мультфильмов и передал её детскому каналу «Бибигон».
В 2013 году фонд Усманова «Искусство, наука и спорт» осуществил возвращение картины Франса Халса «Святой Марк» в ГМИИ им. Пушкина.
Фонд Усманова занимается развитием российской индустрии тифлокомментирования. Фонд «Искусство, наука и спорт» оплачивает обучение специалистов и покупает оборудование для культурных учреждений. В марте 2019 года фонд профинансировал фильм Резо Гигинеишвили «Без комментариев» о жизни людей с нарушениями зрения.
В 2015—2020 годах Усманов продюсировал съёмки кинофильмов «Рай» (2016), «Грех» (2019), «Дорогие товарищи!» (2020) режиссёра Андрея Кончаловского и «Лев Яшин. Вратарь моей мечты» режиссёра Василия Чигинского.

## Состояние и позиция в Forbes
Журнал Forbes в 2012 году оценил состояние Усманова в $18,1 млрд (№ 28 в мире и № 1 в России).
В марте 2012 года издание Bloomberg назвало Усманова самым богатым человеком России, оценив его состояние в $20 млрд. В октябре 2012 года он переместился на второе место, уступив Виктору Вексельбергу. В 2013—2015 годах возглавлял список богатейших людей России. В 2012 году, по версии журнала Forbes, занял 67-е место среди самых влиятельных людей мира, также вошёл в число 30 самых влиятельных людей узбекского футбола по версии Sports.ru.
В 2012 году включён в ежегодный рейтинг «50 наиболее влиятельных людей» по версии журнала Bloomberg Markets Magazine. В списке 200 богатейших бизнесменов России за 2016 год, составленном российской версией журнала Forbes, Усманов занял 3-е место с $12,5 млрд, а в 2017 году сместился на 5-е место с состоянием в $15,2 млрд. В 2018 году занял 10-е место с капиталом в $12,5 млрд. Однако уже в 2020 году он поднялся на 7-е место в рейтинге «20 богатейших российских бизнесменов», опубликованном журналом Forbes.
В апреле 2010 года британская газета The Sunday Times включила Усманова в десятку богатейших людей Великобритании. Он расположился на шестой позиции в рейтинге с состоянием в размере 4,7 млрд фунтов. В апреле 2013 года назван самым богатым человеком Великобритании по версии рейтинга The Sunday Times Rich List. В 2016 году Усманов вошёл в топ-10 рейтинга самых богатых жителей Швейцарии. В 2018 году занял восьмую строчку в рейтинге The Sunday Times Rich List среди 1000 самых богатых людей Великобритании, а в 2021 году поднялся в данном рейтинге на шестую строчку. В 2022 году, после введения западных санкций, Усманов выбыл из десятки самых богатых людей Великобритании по версии газеты The Times.
В 2023 году Forbes оценил состояние Усманова в $14,4 млрд. Таким образом бизнесмен занял 8-ю строчку в российском и 122-ю строчку в мировом рейтинге миллиардеров.
В 2025 году Forbes оценил состояние Усманова в $16,7 млрд, и поместил Усманова на 9-е место в российском и 122-е место в мировом рейтинге миллиардеров.
По данным BBC, с Усмановым связаны два особняка и другая недвижимость в Лондоне общей стоимостью более 150 млн фунтов. По данным британского правительства, состояние Усманова оценивается в $18,4 млрд, он владеет резиденцией Бичвуд-хаус в Хайгейте (стоимостью около 48 млн фунтов) и поместьем XVI века Саттон-Плейс в Суррее. Усманов и его представители заявляют, что имущество было передано в безотзывные трасты и не принадлежит миллиардеру.
| Год  | Состояние ($ млрд) | Место (в мире) | Место (в России) |
| ---- | ------------------ | -------------- | ---------------- |
| 2005 | 1,8                | 366            | 20               |
| 2006 | 3,1                | 278            | 25               |
| 2007 | 5,6                | 142            | 18               |
| 2008 | 9,5                | 91             | 19               |
| 2009 | 1,6                | 450            | 26               |
| 2010 | 7,2                | 100            | 14               |
| 2011 | 17,7               | 35             | 5                |
| 2012 | 18,1               | 28             | 1                |
| 2013 | 17,6               | 34             | 1                |
| 2014 | 18,6               | 40             | 1                |
| 2015 | 14,4               | 71             | 3                |
| 2016 | 12,5               | 73             | 3                |
| 2017 | 15,2               | 66             | 5                |
| 2018 | 12,5               | 118            | 10               |
| 2019 | 12,6               | 106            | 9                |
| 2020 | 13,4               | 83             | 7                |
| 2021 | 18,5               | 98             | 7                |
| 2022 | 16,2               | 61             | 3                |
| 2023 | 14,4               | 122            | 8                |
| 2024 | 13,4               | 144            | 9                |
| 2025 | 16,7               | 122            | 9                |

## Семья
Супруга с 1992 по 2022 год — главный тренер сборной России по художественной гимнастике Ирина Винер-Усманова. В начале 1980-х годов, ещё находясь в заключении, Алишер отправил Ирине платок, что по узбекскому обычаю означает предложение руки и сердца.
Пасынок — Антон Винер (род. 1973) — сын Ирины Винер от первого брака. Антон Винер — владелец сети элитных соляриев «Сан и Сити» и основатель сети «Хивинская Чайхана „Урюк-Кафе“». Своих детей у Алишера Усманова нет, о чём он сам публично заявлял.
Сестра Саодат Нарзиева — гинеколог с 30-летним стажем. 8 апреля 2022 года включена в санкции Евросоюза. Однако после того, как были опубликованы расследования, доказывающие, что данные расследования OCCRP 2022 года, согласно которым она была бенефициарным владельцем «27 секретных корпоративных счетов» в банке Credit Suisse, были ложными, 14 сентября 2022 года Совет ЕС снял с неё санкции.
Среди близких родственников Усманова назывался племянник — Бабур Усманов, который в мае 2009 года женился на Диере — племяннице Шавката Мирзиёева — в то время премьер-министра, а ныне — президента Узбекистана. Бабур Усманов насмерть разбился на своём автомобиле 8 мая 2013 года в Ташкенте. У Алишера Усманова есть 6 племянников — Санджар и Сарвар Исмаиловы, Сардор Фатхуллаев (Казаков) и Асаль Нарзиева от двух сестёр Алишера Усманова. Ещё одна племянница — Ганя Усманова, 1993 года рождения, 1 декабря 2017 года вышла замуж за узбекского теннисиста Ваджа Узакова.
По данным Forbes, Усманов имеет дальние родственные связи с президентом Узбекистана Шавкатом Мирзиёевым. У бизнесмена и политика есть общая внучатая племянница, дочь погибшего племянника Усманова Бабура и племянницы Мирзиёева Диоры. В октябре 2017 года узбекистанская авиакомпания Uzbekistan Airways «по рыночной цене» арендовала самолёт Усманова Airbus A340 для полётов президента Узбекистана. На фоне ажиотажа, вызванного этой информацией, Усманов заверил, что не участвует в политической жизни Узбекистана, но поскольку имеет много друзей и родственников в Узбекистане, то «будет рад быть полезным, если руководство Узбекистана обратится за помощью».
4 мая 2022 года Алишер Усманов подал на развод с Ириной Винер после 30 лет брака, однако затем отозвал иск. 6 июля 2022 года Винер подтвердила развод с Усмановым, оформленный в ЗАГСе.

## Благотворительная деятельность
Усманов занимается благотворительностью.
В сентябре 2007 года он выкупил договор на прокат советских мультфильмов у компании Олега Видова и сразу после сделки безвозмездно передал её российскому детскому телеканалу «Бибигон» (впоследствии — телеканал «Карусель»).
В мае 2011 года Усманов вошёл в пятёрку крупнейших британских благотворителей в рейтинге, составляемом газетой The Sunday Times. По данным издания, заслуга эта — в финансировании предпринимателем фонда «Искусство, наука и спорт»; общий объём благотворительных трат Усманова за 2010 год составил около $126,5 млн.
В 2013 году Усманов занял первое место в рейтинге российских меценатов по версии журнала Forbes.
4 декабря 2014 года Усманов на нью-йоркском аукционе «Кристис» приобрёл за $4,1 млн Нобелевскую медаль Джеймса Уотсона (которую Уотсон был вынужден продать) и вернул её учёному, на что тот ответил: «Я глубоко тронут этим жестом, который показывает его высокую оценку моей деятельности после открытия структуры ДНК, посвящённую исследованиям в области раковых заболеваний». Между тем, как стало известно в 2022 году, с 2014 до 2022 год в ФРГ было более 90 сообщений от банков по подозрению в финансовых транзакциях, имеющих отношение к российскому долларовому миллиардеру.
С 2019 года Усманов объявил об инвестициях $300–400 млн в социальные проекты Узбекистана, среди которых — развитие кишлаков.
В декабре 2019 года Усманов анонимно выкупил рукопись манифеста основателя современного Олимпийского движения Пьера де Кубертена на аукционе «Сотбис» за $8,8 млн и спустя два месяца передал её Олимпийскому музею в Лозанне.
В апреле 2020 года стало известно, что акционеры фонда USM выделили более 2 млрд рублей на закупку средств индивидуальной защиты медиков и волонтёров, материальную поддержку медицинского персонала, лечащего заражённых коронавирусом в России.
В мае 2020 года Усманов направил на ликвидацию последствий подтопления и помощь пострадавшим жителям приграничных районов Узбекистана и Туркестанской области в Казахстане $15 млн.
В ходе кризиса 2020 года Усманов вошёл в тройку крупнейших благотворителей мира наряду с Джеком Дорси и Биллом Гейтсом. В мае 2020 года The Sunday Times назвало Усманова крупнейшим жертвователем на борьбу с COVID-19 среди участников рейтинга Rich List. По данным издания, пожертвования миллиардера составили $126 млн в России и $25 млн — в Узбекистане. Ещё полмиллиона евро он в конце октября 2020 года выделил Сардинии (Италия), назвав это «скромным вкладом».
В сентябре 2020 года Усманов подарил Болгарской исламской академии коллекцию из 750 книг арабо-мусульманских учёных по математике, фармакологии, медицине, ботанике, астрономии, музыке, философии, изданных на европейских языках с XV по XX век в различных городах Европы.
В декабре 2019, октябре 2020 и мае 2021 года Усманов закрыл сбор средств на препарат Золгенсма стоимостью $2,4 млн, для лечения троих детей с диагнозом спинальная мышечная атрофия.
В общей сложности за 2005—2020 годы Усманов направил на благотворительные цели более $2,6 млрд.
В мае 2021 года британская The Sunday Times в своем рейтинге меценатов назвала Усманова самым щедрым благотворителем за последние 20 лет. По данным издания, он лично и через свои компании пожертвовал более 4,2 миллиардов фунтов на благотворительность в России и Узбекистане.
В начале декабря 2022 года Усманов был признан меценатом года в сфере креативных индустрий Russia Creative Awards.

## Санкции
В 2018 году Усманова внесли в «кремлёвский доклад» Минфина США — список из 210 чиновников, политиков и бизнесменов, приближённых, по мнению авторов доклада, к президенту России Владимиру Путину. Минфин США указал, что список не является санкционным и никакие ограничения против его фигурантов автоматически не вводятся. По мнению президентского пресс-секретаря Дмитрия Пескова, этим докладом Вашингтон стремился поссорить Путина с российским предпринимательским сообществом.
28 февраля 2022 года Совет ЕС ввёл против него санкции за «действия, которые подрывают или угрожают территориальной целостности, суверенитету и независимости Украины». К санкциям присоединились Великобритания, США, Япония, Канада и Австралия, а с 16 марта Усманов находится в списке приоритетного санкционного контроля США. Так же находится под санкциями Швейцарии, Украины и Новой Зеландии. В документе ЕС Усманов именуется «прокремлёвским бизнесменом», также отмечается, что его «называют одним из любимых бизнесменов Владимира Путина». Евросоюз также указал на наличие информации о том, что «Усманов выступал в качестве прикрытия для президента Путина и решал его деловые проблемы». Это обвинение было основано на цитате анонимного эксперта, опубликованной журналом Forbes. В ходе судебного разбирательства, инициированного адвокатами Усманова, информация была признана судом Гамбурга ложной и запрещена к распространению. В марте 2024 года экономист Андерс Ослунд удалил свой пост в X, в котором назвал Усманова и Романа Абрамовича «любимыми олигархами Путина».
2 марта 2022 года, согласно Forbes, Германия конфисковала яхту Dilbar, оценочной стоимостью $600 млн. Эту информацию подтвердил Белый дом, однако власти Гамбурга опровергли сообщение, что в порту была конфискована какая-либо яхта. Впоследствии выяснилось, что речь шла об аресте, а не о конфискации. 13 апреля 2022 года немецкие власти установили, что яхта Dilbar принадлежит трасту, бенефициаром которого, до введения санкций, являлась сестра Усманова — гражданка России, Узбекистана и Кипра Гульбахор Исмаилова. Изначально Исмаилову называли непосредственной владелицей яхты, однако позднее авторам некорректных сообщений пришлось удалить их. В марте 2024 года Федеральное ведомство уголовной полиции Германии удалило свои сообщения на платформе X, в которых Исмаилова называлась владелицей яхты Dilbar . В феврале 2025 года крупнейшее немецкое информационное агентство DPA, распространившее информацию о том, что сестра Усманова является владелицей яхты Dilbar, отозвало свое сообщение как ложное. В марте 2024 года Исмаилова добровольно и безвозвратно отказалась от своего права на получение выгод от двух семейных трастов, созданных её братом в целях планирования наследства. Это означает, что она никогда не сможет восстановить свои юридические права на получение выгод от трастов, владеющих яхтой Dilbar, или любых других активов, даже после снятия санкций. 14 марта 2025 года Исмаилову исключил сначала из своих санкций Евросоюз, и следом 19 марта Швейцария. Все обвинения, содержащиеся в обосновании санкций, Усманов называет  необоснованными.
3 марта 2022 года Усманова включили в список санкций США «российских олигархов, способствующих войне Путина». По данным властей, фигуранты санкционного списка «обогащались за счет российского народа, а некоторые из них продвинули членов своей семьи на высокие посты. Другие занимают должности в крупнейших российских компаниях и отвечают за предоставление ресурсов, необходимых для поддержки вторжения Путина в Украину». Также под санкции попали яхта Dilbar и самолёт Airbus, находящиеся в созданных Усмановым трастах.
С 3 марта 2022 года Усманов находится под санкциями Великобритании как «ведущий прокремлёвский олигарх», имеющий значительные интересы в Великобритании и тесные связи с Кремлём.
С 4 марта 2022 года находится под санкциями Швейцарии.
С 8 марта 2022 года находится под санкциями Японии.
10 марта 2022 года включён в список санкций Канады «элит и близких соратников режима» за «соучастие в выборе президента Путина вторгнуться в мирную и суверенную страну».
10 марта 2022 года Остров Мэн, принадлежащий Великобритании, отменил регистрацию самолёта Airbus A340-300. Весной 2022 года США наложили санкции на приписываемые ему яхту и частный самолёт.
10 марта 2022 года, Великобритания, после введения санкций, арестовала особняки Beechwood House и Sutton Place, которые находятся в основанном Усмановым трасте.
С 14 марта 2022 года находится под санкциями Австралии.
16 марта 2022 года Финансовая гвардия Италии арестовала активы шести компаний, которых она связывала с активами Усманова на сумму 66 млн евро. Италия также арестовала виллу Усманова на Сардинии стоимостью 17 млн евро и конфисковали бронированный Mercedes Maybach S650 Guard VR10 стоимостью примерно 600 тысяч евро. Кроме этого, на острове Сардиния были конфискована вилла стоимостью 17 млн евро в заливе Певеро и ещё шесть автомобилей. Представители Усманова, заявили, что имущество находится в безотзывном трасте.
С 5 апреля 2022 года находится под санкциями Новой Зеландии.
В мае 2022 года Усманов оспорил санкции Евросоюза и подал апелляцию в Европейский суд общей юрисдикции, в исковом заявлении Усманов отрицал особые связи с Путиным и своё влияние на принимаемые властями решения. С просьбой снять санкции с Усманова к Евросоюзу обратились Венгрия и Узбекистан. 7 февраля 2024 года Европейский суд отклонил иск Усманова о его исключении из санкционного списка.
С 19 сентября 2022 года на основании указа президента Украины Владимира Зеленского  находится под санкциями Украины.
В Германии в отношении Усманова было начато несколько расследований. Одно из них, о возможном нарушении режима санкций, а другое о возможном отмывании денег, которое было прекращено в 2024 году. Однако Усманов это опровергает, так как он не проводил в Германии более 182 дней в течение года, а его движимым и недвижимым имуществом владеют трасты, а он всем этим просто пользуется арендуя. В дополнение к этому, после раскрытия Панамских документов немецкая полиция нашла «достаточно улик о нелегальных транзакциях, совершённых Усмановым» — это делалось через довольно непростую вереницу дополнительных фирм в офшорных зонах. Документы помогли выявить около сотни подозрений по отмыванию денег.
В сентябре 2022 года немецкая полиция незаконно обыскала 24 объекта недвижимости, которые она связывала с Усмановым, включая виллу на озере Тегернзее в Баварии (где, по данным немецких властей, с 2014 года регулярно бывал Усманов), из-за потенциального нарушения санкций и подозрений в отмывании денег. Расследованием предполагаемого отмывания денег с 2017 по 2022 год занималась прокуратура Франкфурта. Налоговое управление Мюнхена подозревало Усманова в уклонении от уплаты налогов с 2014 года на сумму в 555 млн евро. Усманов же утверждал, что с 2014 года налоговый резидент РФ, и, в соответствии с соглашением об избежании двойного налогообложения, не обязан платить налог в ФРГ. В ходе обыска в доме были изъяты документы и 4 декоративных яйца. Изначально СМИ предполагали, что это оригинальные изделия фирмы Фаберже, однако позже выяснилось, что найденные яйца не несут никакой исторической и культурной ценности и являются сувенирами.
В начале ноября 2022 года в Гамбурге при обыске хранилища для произведений искусства полиция изъяла 30 картин, ранее находившихся на яхте Dilbar, их стоимость может составлять несколько миллионов евро. Немецкая полиция конфисковала ящики с 30 полотнами (включая картину кисти Марка Шагала) на общую сумму 5 миллионов евро. Также была конфискована картинная галерея на вилле в Роттах-Эгерн на озере Тегернзее.
По сообщениям СМИ, в связи с наложенными на него санкциями Усманов был обязан уведомить власти ФРГ о всех своих активах в стране и не сделал этого. Представители миллиардера заявили, что яхта и находящееся на ней имущество, находятся в собственности траста, контроля над которым он не имеет, и, следовательно, не был обязан о них уведомлять.
27 декабря 2022 года Бюро экономической безопасности Украины арестовало имущество компании USM почти на 2 млрд гривен. БЭБ обвинило компанию в неуплате налогов в особо крупных размерах, которая использовала фиктивные документы о вывозе руды за пределы Украины. 28 декабря 2022 года компания Металлоинвест заявила, что украинские власти арестовали железорудное сырьё, произведённое на предприятиях Металлоинвеста в России и предназначенное для его покупателей за рубежом, и что эти товары были заблокированы для экспортных поставок украинскими властями ещё в феврале 2022 года. Металлоинвест пригрозил судебными исками против Украины и любого потенциального покупателя, если данное железнорудное сырьё будет конфисковано. 25 сентября 2024 года Высший антикоррупционный суд Украины поддержал решение о конфискации железорудных активов. Холдинг USM назвал данное судебное решение «вопиющим примером незаконной и необоснованной „легализации“ присвоения имущества, принадлежащего частным лицам, в „лучших“ пиратских традициях» и пообещал судиться в международных инстанциях. Немецкая газета Munchner Merkur, перепечатавшая заявление СБУ о том, что задержанная в 2022 году партия железной руды якобы должна была доставляться в Россию контрабандой и имела преступное происхождение удалила свою статью, как недостоверную.
12 апреля 2023 года США и Великобритания ввели очередные санкции против связанных с подсанкционным Усмановым компаний, а также компаний и лиц которые были идентифицированы как помогающие обходить Усманову ранее наложенные на него санкции. В компании USM заявили, что «деятельность США является аморальной и напоминает взятие заложников».
10 мая 2023 года США передали Республике Кипр досье объёмом около 800 страниц c перечислением физических и юридических лиц, которые, как утверждается, в нарушение режима санкций помогали Усманову,[уточнить].
12 мая 2023 года земельный суд Франкфурта-на-Майне признал незаконными и отменил постановления об обысках на объектах, которые немецкая прокуратура связывала с Усмановым: на виллах на озере Тегернзее, в квартире в предместьях Франкфурта и других объектах недвижимости в Германии, а также на яхте Dilbar в порту Бремена.
12 августа 2023 года Усманов обратился с жалобой в Конституционный суд Германии с целью доказать, что санкции ЕС против него ввели необоснованно, а положения закона, в нарушении которых его обвиняют, противоречат Конституции ФРГ.
26 октября 2023 года немецкий суд во Франкфурт-на-Майне рассмотрел заявление адвокатов Усманова с просьбой прекратить незаконное удержание имущества, изъятого в ходе обысков, и постановил вернуть его владельцам.
В ноябре 2023 года адвокат Усманова Петер Гаувайлер заявил, что Усманов — гражданин Узбекистана, а сам юрист защищает его по поручению посольства этой страны.
В январе 2024 года Земельный суд Гамбурга запретил журналу Forbes распространять утверждения о том, что Усманов являлся «подставным лицом» президента Путина и «решал его бизнес-проблемы», а также ряд других сведений, не подтверждённых доказательствами. В феврале 2022 года эти утверждения, опубликованные 2 февраля, среди других цитировал Совет Евросоюза в обосновании санкций против Усманова.
Усманов подал жалобу в Федеральный конституционный суд Германии о том, что обыски у него были посягательством на человеческое достоинство, однако суд дал отказ посчитав жалобу неприемлемой.
22 августа 2024 года в интервью итальянской газете Corriere Della Sera Усманов, поясняя свою позицию в отношении санкций, заявил, что власти США и ЕС совершили «колоссальную ошибку», подвергнув санкциям российских бизнесменов, поскольку «они не влияют на процесс принятия решений».
4 ноября 2024 года Генеральная прокуратура Франкфурта-на-Майне прекратила расследование не сумев доказать, что обвинения обоснованные и что Германии был причинён финансовый ущерб 
.
13 мая 2025 года стало известно, что Земельный суд Гамбурга потребовал от изданий люксембургского медиахолдинга Mediahuis Luxembourg удалить сообщения о владении Усмановым яхтой Dilbar и запретил их дальнейшее распространение.
С 2023 года адвокатам Усманова удалось добиться более десяти судебных решений о запрете публикаций против СМИ, связывавших его с недвижимостью и имуществом в Германии. Также Усманов выиграл судебные процессы против немецких изданий Tagesspiegel, RTL и ARD, а также австрийского Kurier .

## Взаимоотношения с прессой и Интернетом
2 сентября 2007 года бывший посол Великобритании в Узбекистане Крэйг Мюррэй разместил на своём сайте текст, в котором утверждалось, что Алишер Усманов якобы «не был политическим заключённым, а был бандитом и рэкетиром, который справедливо провёл шесть лет в тюрьме», и его освобождение было достигнуто в результате договорённости между президентом Узбекистана Исламом Каримовым и узбекским «теневым» бизнесменом Гафуром Рахимовым. Сразу после этого Усманов нанял юридическую фирму для удаления компрометирующей информации — сначала с сайта Мюррэя, а потом и с других ресурсов, успевших сделать репост этого текста или давших на него ссылку. Множеству интернет-ресурсов пришло требование об удалении информации, а некоторые были заблокированы, в том числе, по ошибке, был заблокирован блог Бориса Джонсона.
В конце 2011 года в одной из статей журнала «Коммерсантъ-Власть», освещающей выборы депутатов Государственной думы, была опубликована фотография избирательного бюллетеня с нецензурной надписью в адрес Владимира Путина, бывшего на тот момент председателем правительства. Произошедшее вызвало резкое недовольство владельца «Коммерсанта» Алишера Усманова — по его словам, такие материалы «граничат с мелким хулиганством». В результате был уволен главный редактор журнала Максим Ковальский и генеральный директор холдинга Андрей Галиев. В ответ журналисты ИД «Коммерсантъ» написали Усманову открытое письмо, в котором заявили, что их «принуждают к трусости», однако Усманов заявил, что не откажется от принятого решения. Позднее Максим Ковальский вернулся в Коммерсант, где проработал до конца своей жизни .
12 ноября 2012 года журналисты британской газеты The Times Билли Кенбер и Ахмед Мурад сообщили, что Усманов нанял лондонскую PR-компанию RLM Finsbury, которая отредактировала статью об Усманове в английской Википедии, удалив оттуда информацию об уголовных обвинениях Усманова и другие критические отзывы. Это вызвало серьёзные дискуссии в британском обществе, своё недовольство выразили представители различных PR-агентств, а также представители Фонда Викимедиа. Компания RLM Finsbury выступила с заявлением, что действовала без согласования со своим клиентом.
В августе 2024 года немецкий телеканал ARD опубликовал несколько статей и видеорепортаж о фехтовании на Олимпиаде в Париже. В них журналист Хайо Зеппельт обвинил Усманова в создании системы «подкупа судей» в Международной федерации фехтования (FIE). В октябре Усманов подал в прокуратуру Кёльна заявление о возбуждении уголовного дела на Зеппельта. Суд Гамбурга наложил судебный запрет на утверждения немецкого телеканала ARD. Телеканал не стал подавать апелляцию на решение суда, а журналист Зеппельт отказался от обвинений в адрес Усманова.
В начале 2025 года Земельный суд Гамбурга запретил немецкому изданию Tagesspiegel распространять ложные утверждения об Усманове, включая обвинения в нечестном приобретении активов и принадлежности ему недвижимости в Германии. Суд признал, что издание не предоставило доказательств своих заявлений, нарушающих личные права Усманова. Tagesspiegel также запрещено повторять обвинения немецкой прокуратуры, которые не были доказаны.

## Налоговое резидентство
В октябре 2016 года представители USM Holding сообщили о том, что в 2015 году Усманов не провёл в России требуемых по Налоговому кодексу РФ 183 дней для подтверждения статуса налогового резидента Российской Федерации. Причинами этому назывались занятия спортивной, благотворительной и филантропической деятельностью, а также проблемы со здоровьем. Как отмечает журнал «Forbes», после вступления в силу в России 1 января 2015 года Закона о контролируемых иностранных компаниях некоторые состоятельные россияне поменяли налоговое резидентство, чтобы выйти из-под его действия: по нему российские налоговые резиденты должны платить дополнительные налоги, если их доля в иностранных компаниях превышает 25 %, а оборот их компании более 30 млн рублей. На налоговых нерезидентов Закон не распространяется.
В апреле 2017 года в интервью газете «Ведомости» Усманов сообщил, что по-прежнему является налоговым резидентом России и платит налоги согласно российскому законодательству. Более половины доходов, с которых уплачены его личные налоги, пояснил Усманов, он заработал не в России — они представляют собой прибыль от операций на рынках ценных бумаг за пределами Российской Федерации. По словам Усманова, в России как физическое лицо он уплатил налогов на сумму более $400 млн.

## Судебный спор с Алексеем Навальным
2 марта 2017 года Алексей Навальный опубликовал фильм-расследование «Он вам не Димон», обвиняющий, в том числе, Усманова в коррупции. Согласно данным ФБК, Усманов подарил фонду «Соцгоспроект» усадьбу на Рублёвке стоимостью 5 миллиардов рублей в качестве взятки Дмитрию Медведеву. После выхода фильма ФБК направил заявление в Следственный комитет Российской Федерации с требованием завести уголовные дела о взятке. В свою очередь, Усманов подал в Люблинский районный суд Москвы иск о защите чести и достоинства против Навального и ФБК.
18 мая 2017 года Усманов записал видеообращение к Алексею Навальному, в котором назвал своего оппонента «неучем» и «лузером» и посоветовал «иногда читать книжки» и, в частности, отметил: 

Твои потуги меня оболгать — это лай моськи на слона. Тьфу на тебя, Алексей Навальный.
 24 мая Усманов, в ответ на вызов Навального прийти на дебаты, где тот обещал своему оппоненту дать ответ на все пункты обвинения, записал второе видеообращение, где отметил, что «ждал извинений, а не дебатов», вместо которых «услышал от него очередные обвинения, ложь, дешёвый популизм». Он отказался от дебатов, заявив, что все «дебаты будут в суде», где Навальному «объяснят разницу между правдой и ложью».
31 мая 2017 года Люблинский районный суд Москвы полностью удовлетворил иск Усманова к Навальному и обязал ответчика «в течение 10 дней удалить видеоролики и публикации, размещённые на указанных адресах, и опубликовать опровержение на срок не менее 3 месяцев на этих адресах». Таким образом суд обязал удалить фильм с YouTube, а также удалить сайт, где размещёно расследование и удалить и опровергнуть пост, где говорится, что Усманов дал взятку заместителю председателя правительства Игорю Шувалову, и сведения о цензуре в издательском доме «Коммерсантъ», подконтрольном Усманову. Навальный пообещал обжаловать решение в апелляционной инстанции. 11 августа 2017 года Мосгорсуд отклонил апелляцию Навального. Требования суда выполнены не были.

## Награды

### Российские

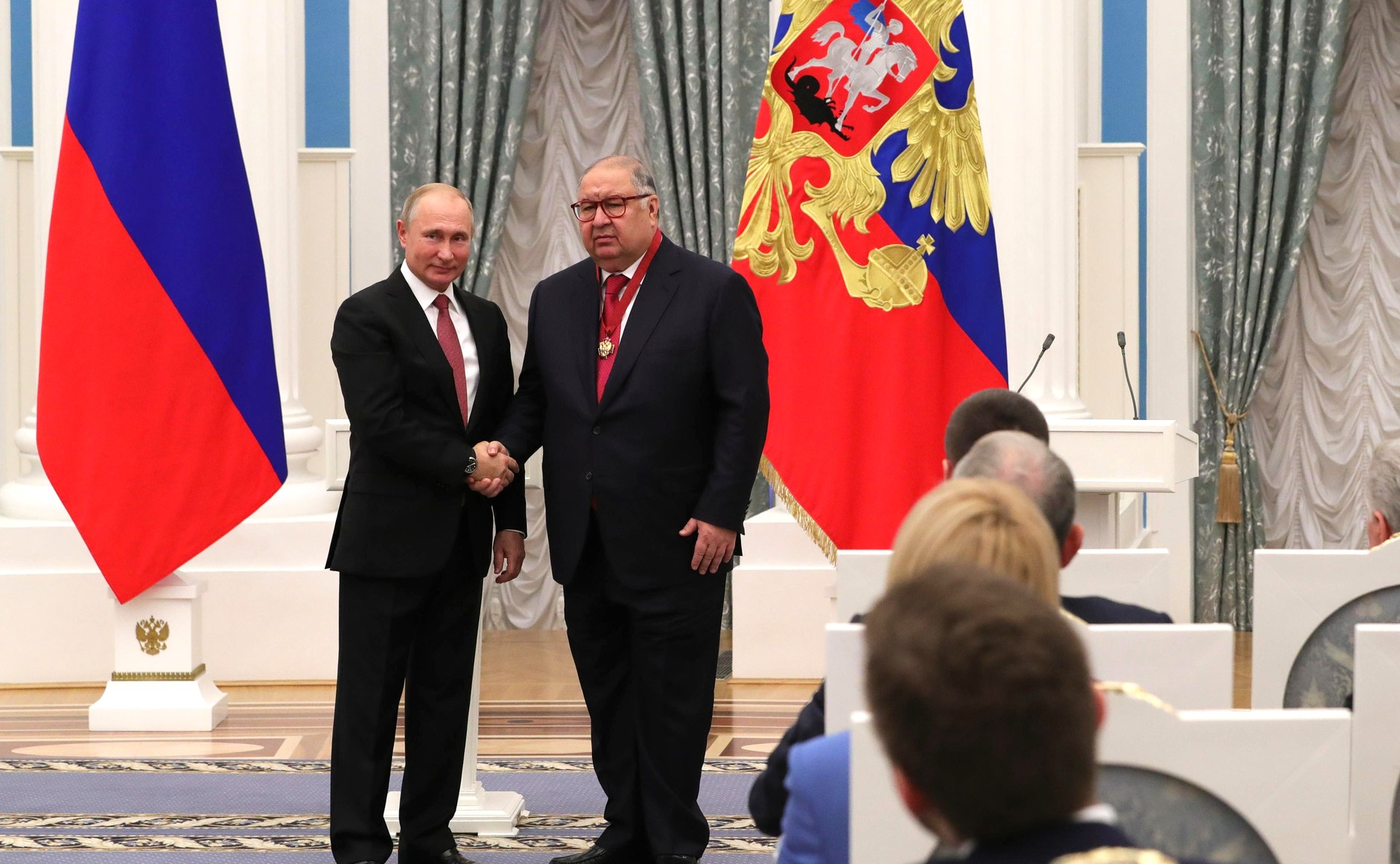
Награждение Орденом «За заслуги перед Отечеством» III степени, 27 ноября 2018 года

- Орден «За заслуги перед Отечеством» III степени (2018)[241]
- Орден «За заслуги перед Отечеством» IV степени (6 июля 2013) — за большие заслуги перед государством, активную общественную и благотворительную деятельность[8][242].
- Орден Александра Невского (2014) — за активную общественную и благотворительную деятельность[243].
- Орден Почёта (17 марта 2004) — за достигнутые трудовые успехи и многолетнюю добросовестную работу[244].
- Знак отличия «За благодеяние» (11 июня 2016) — за большой вклад в благотворительную и общественную деятельность[245]
- Почётная грамота Президента Российской Федерации (8 сентября 2008) — за заслуги в развитии отечественной промышленности и предпринимательства[13][246]
- Благодарность Президента Российской Федерации (24 декабря 2009) — за активное участие в подготовке и проведении Первого Всероссийского форума «Россия — спортивная держава»[13][247].
- Благодарность Правительства Российской Федерации (15 сентября 2008) — за активное участие в социально-экономическом развитии Курской области[8][13][248].
- Нагрудный знак МИД России «За вклад в международное сотрудничество» (2013)[249].
- Орден «Дуслык» (Татарстан, 2018) — «за плодотворное сотрудничество с Республикой Татарстан, активную и общественную и благотворительную деятельность»[250].
- Орден «Аль-Фахр» 1 степени (Совет муфтиев России, 4 ноября 2016) — за огромный вклад в дело возрождения Ислама в России, за поддержку программ, направленных на развитие духовно-нравственных и культурных ценностей Уммы, укрепление дружбы и взаимопонимания между представителями разных национальностей

### Иностранные
- Орден «Достык» І степени (Казахстан, 2018) — за заслуги в государственной и общественной деятельности, значительный вклад в и культурное развитие страны, укрепление дружбы и сотрудничества между народами[251].
- Орден «Достык» ІI степени (Казахстан, 2011) — за плодотворную работу по сохранению взаимного согласия в обществе, заслуги в укреплении мира, дружбы и сотрудничества между народами[251].
- Орден Почёта (Южная Осетия, 29 мая 2011) — за большой вклад в дело развития и укрепления отношений дружбы и сотрудничества между народами, активную благотворительную деятельность и оказанную народу Республики Южная Осетия поддержку в строительстве социально значимых объектов[252].
- Орден «За заслуги перед Итальянской Республикой» степени командора (Италия, 10 октября 2016)[253] — за вклад в российско-итальянские отношения и в знак высокой оценки участия Алишера Усманова в проектах реставрации Усадьбы Берга в Москве, где с 1924 года располагается посольство Италии в РФ; реставрации Зала Горациев и Куриациев в Капитолийских музеях; Фонтана Диоскуров на Квиринальской площади и Форума Траяна в Риме[254].
- Орден «Уважаемому народом и Родиной» (Узбекистан, 29 августа 2018 года) — за огромный вклад в укрепление экономических, общественных и культурно-гуманитарных связей между Республикой Узбекистан и Российской Федерацией, эффективную реализацию крупных инвестиционных проектов в стране, активное участие в создании в Узбекистане уникальных духовно-просветительских комплексов с целью возрождения и сохранения богатого исторического наследия и национальных ценностей нашего народа, искреннюю любовь к Родине, являющуюся примером для молодёжи, а также за содействие в развитии спорта и туристического потенциала республики[255].